# (2880) Nihondaira
(2880) Nihondaira es un asteroide perteneciente al cinturón de asteroides, descubierto el 8 de febrero de 1983 por Tsutomu Seki desde el Observatorio de Geisei, Geisei, Japón.

## Designación y nombre
Designado provisionalmente como 1983 CA. Fue nombrado Nihondaira en homenaje a la colina Nihondaira en Japón, donde se ubica el Observatorio Nihondaira.